# NC-Management-System
Ein NC-Management-System (NMS) dient in erster Linie dazu, (C)NC-Daten sinnvoll zu verwalten.
Dabei handelt es sich um Daten aus dem Bereich der Numerischen Steuerung (engl.: Numeric Control), die in der sog. NC-Fertigung benutzt werden. Dies beschreiben Fertigungsabläufe (meist zerspanend) u. a. aus den Bereichen Kunststoff-, Metall- und Holz-Bearbeitung.
Zu einer NC-Bearbeitung gehören mindestens 
1. die NC-Daten selbst, die in der Steuerung einer NC-Maschine verwendet werden beim Fertigungsprozeß,
2. die Werkzeugliste,
3. das Einrichte-Blatt (auf welchen Werkzeugstationen welche Werkzeuge eingesetzt werden, und wo der NC-Programmierer die Nullpunkte vorgesehen hat),
4. oftmals das NC-Quellprogramm, wenn eine sogenannte „höhere Programmiersprache“ verwendet wird,
5. Versionen all dieser Daten für mehrere Einspannungen der gleichen Werkstücke,
6. u. U. Verweise auf CAD-Daten
7. und weitere Informationen wie evtl. Zeitstudien, Versionen älterer Programme, Verweise auf Alternativ-Programme für andere Ausgangs-Abmessungen (dickere Rohlinge usw.)

Da zu einem Fertigungsprozess somit viele verschiedene Informationen vorliegen (sollten), sollten diese auch sinnvoll verwaltet werden.
Diese Daten stehen in vielen Unternehmen oft in Papierform zur Verfügung, in Aktenordnern sortiert. In Unternehmen, die ein wenig mehr auf dem Stand der Technik sind, werden diese Informationen auch in digitaler Form zur Verfügung gestellt.
Dennoch ist es meist so, dass Informationen, die zusammengehören (s. o.) nicht zusammen aufzufinden sind.
Diesem Problem widmet sich das NC-Management-System.
Dort findet man alle Daten, die zusammengehören, hat Möglichkeiten, verschiedene Informationen zusammenfließen zu lassen, kann Abfragen über verschiedene Bereiche durchführen und vieles mehr.